# مشکول
مشکول یک روستا در ایران است که در دهستان سنجبد جنوبی واقع شده‌است. مشکول ۱۶۵ نفر جمعیت دارد.